# Josef Šrámek (politik)
Josef Šrámek (14. března 1875 Štítina – 23. července 1937 Vítkovice) byl právník a politik, první (a poslední) slezský zemský prezident.

## Život
Po maturitě na českém gymnáziu v Opavě pokračoval ve studiu na právnické fakultě Univerzity Karlovy v Praze. Po dokončení studií působil na finančním ředitelství v Opavě (1899–1901) a od roku 1901 v politické správě jako úředník na Těšínsku. V roce 1917 byl jmenován okresním hejtmanem v Opavě. Po obsazení Opavy českým vojskem v prosinci 1918 byl pověřen vedením zemské správy politické a později byl jmenován slezským zemským prezidentem. Od roku 1920 působil také jako zplnomocněný vládní komisař pro Hlučínsko. V roce 1928 byla země Slezská zrušena a stal se tak zároveň prvním i posledním slezským zemským prezidentem. Veškerou svou činností přispíval k všestranné konsolidaci zdejších složitých poměrů.